# Instituto Cultural Ítalo-Brasileiro
O Instituto Cultural Ítalo-Brasileiro (ICIB) é uma associação brasileira da sociedade civil, sem fins lucrativos e que tem por escopo a realização de atividades educacionais e culturais, visando especificamente a intensificação do intercâmbio entre o Brasil e a Itália. Sua sede se localiza na cidade de São Paulo, mais especificamente à rua Frei Caneca, na antiga Casa di Dante, uma imponente construção de estilo florentino num terreno de 900 metros quadrados. Conta atualmente com cerca de 20 salas de aula, uma biblioteca, além de salas para funcionários. A biblioteca é especializada em obras sobre a cultura italiana no Brasil, cujo acervo abriga obras como a rara Il Brasile e gli Italiani. O espaço contempla ainda o Gioia Caffé.